# Premios Gardel

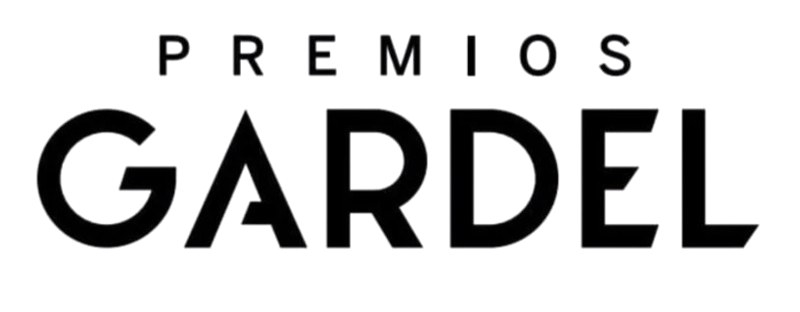
Logo della manifestazione

I Premios Gardel (noti precedentemente come Premios Carlos Gardel) sono dei premi musicali che si tengono annualmente in Argentina dal 1999 e che vengono organizzati dalla Cámara Argentina de Productores de Fonogramas y Videogramas (CAPIF).
Vengono considerati il corrispettivo argentino dei Grammy Awards in quanto si tratta del premio musicale più prestigioso per il Paese.

## Categorie

Statuetta del premio

Di seguito vengono indicate le categoria:

### Principali
1. Album dell'anno[4]
2. Canzone dell'anno
3. Registrazione dell'anno
4. Miglior collaborazione
5. Miglior artista esordiente

### Settoriali
1. Produttore dell'anno
2. Miglior autore
3. Miglior catalogo
4. Miglior copertina
5. Miglior ingegneria del suono
6. Miglior cortometraggio
7. Miglior lungometraggio
8. Miglior album dal vivo
9. Miglior album colonna sonora cinematografica / televisiva / opera audiovisiva
10. Miglior album pop alternativo
11. Miglior album rock alternativo
12. Miglior album folk alternativo
13. Miglior album chamamé
14. Miglior album di musica classica
15. Miglior album concettuale
16. Miglior album cuarteto
17. Miglior canzone cuarteto
18. Miglior album di musica elettronica
19. Miglior album di un artista folk
20. Miglior album di un gruppo folk
21. Miglior canzone folk
22. Miglior album di musica per bambini
23. Miglior album di musica strumentale / fusion / world music
24. Miglior album jazz
25. Miglior album di un artista pop
26. Miglior album di un gruppo pop
27. Miglior canzone pop
28. Miglior album di un artista pop tradizionale
29. Miglior album di un artista pop urbano
30. Miglior album pop rock
31. Miglior canzone pop urbano
32. Miglior canzone pop rock
33. Miglior album di un artista rock
34. Miglior album di un gruppo rock
35. Miglior canzone rock
36. Miglior album rock / punk
37. Miglior album reggae / ska
38. Miglior album di un artista tango
39. Miglior album di un'orchestra o gruppo tango strumentale
40. Miglior canzone tango
41. Miglior album di un artista tropical / cumbia
42. Miglior album di un gruppo tropical / cumbia
43. Miglior canzone tropical / cumbia
44. Miglior album di musica urbana
45. Miglior canzone di musica urbana
46. Miglior collaborazione di musica urbana
47. Miglior canzone RKT